# Слов'яносербська селищна рада
Слов'яносербська селищна рада — орган місцевого самоврядування у Слов'яносербському районі Луганської області з адміністративним центром у смт Слов'яносербськ.

## Загальні відомості
Водоймища на території, підпорядкованій даній раді: річка Сіверський Донець.

## Історія
7 жовтня 2014 року Верховна Рада України постановила змінити межі Новоайдарського і Слов'яносербського районів Луганської області, збільшивши територію Новоайдарського району на 30010,28 гектара земель у тому числі за рахунок передачі до його складу 71,10 гектара земель Слов'яносербської селищної ради Слов'яносербського району (в тому числі територію села Лопаскине).

## Населені пункти
Селищній раді підпорядковані населені пункти:
- смт Слов'яносербськ
- с. Довге
- с. Знам'янка
- с. Красний Лиман
- с. Пришиб

## Склад ради
Рада складається з 30 депутатів та голови.

### Керівний склад ради
| ПІБ                           | Основні відомості                                                        | Дата обрання | Дата звільнення |
| ----------------------------- | ------------------------------------------------------------------------ | ------------ | --------------- |
| Бєліков Дмитро Вікторович     | Селищний голова, 1958 року народження, освіта, безпартійний              | 26.03.2006   | 22.01.2007      |
| Волошенко Віктор Феоктистович | Селищний голова, 1959 року народження, освіта, член Партії регіонів      | 17.06.2007   | 31.10.2010      |
| Коваль Віктор Якович          | Селищний голова, 1953 року народження, освіта вища, член Партії регіонів | 31.10.2010   |                 |

Примітка: таблиця складена за даними джерела